# Szkoda (prawo)
Szkoda – pojęcie szkody (w prawie cywilnym) nie zostało ustawowo zdefiniowane. Szkoda uznawana jest za podstawową przesłankę odpowiedzialności. Dlatego też, posługując się poglądami nauki prawa cywilnego, stwierdzić można, iż określenie to odnosi się do wszelkich uszczerbków w dobrach lub interesach prawnie chronionych, których poszkodowany doznał wbrew swej woli. Zastrzeżenie takie zostało dodane, żeby odróżnić szkodę od uszczerbków, które zostały spowodowane na mocy decyzji samego zainteresowanego podmiotu. W takim przypadku szkodą nie będzie np. wyzbycie się rzeczy lub jej zużycie przez uprawnionego.

## Rodzaje szkody
Wyróżnia się szkodę:
- na osobie, tzn. uszczerbki wynikające z naruszenia dóbr osobistych, w formie: 
  - szkody majątkowej (zwanej osobową), czyli uszczerbków w majątku np. w postaci poniesienia kosztów leczenia lub utraty zdolności zarobkowej,
  - szkody niemajątkowej (w języku prawnym określanej jako krzywda), czyli uszczerbków psychicznych, związanych z uczuciem cierpienia lub utraty przyjemności życia.
- na mieniu (inaczej szkoda majątkowa rzeczowa), tzn. uszczerbki w majątku wynikające z naruszenia prawa własności i innych praw majątkowych, powstała w zakresie:
  - rzeczywistej straty (damnum emergens),
  - utraconych korzyści (lucrum cessans).

To samo zdarzenie może wywołać obydwa powyższe skutki. 
W przypadku doznania szkody poszkodowany może domagać się jej naprawienia, w przypadku szkody majątkowej w formie odszkodowania, zaś w przypadku szkody niemajątkowej (krzywdy) może mu przysługiwać zadośćuczynienie. Sposób oraz zakres naprawienia szkody uregulowane zostały w art. 361–363, 440–448 k.c.